# حرف متدلي الأزهار
الحُرْف متدلي الأزهار نوع نباتي يتبع جنس الحُرْف من الفصيلة الصليبية.